# Волгоград-Сити
Волгогра́д-Си́ти — строящийся район в Волгограде. Расположен в 104-м микрорайоне Центрального района города, который находится близ Мамаева кургана и моста через Волгу, рядом с пересечением улиц Хиросимы и Рокоссовского.

## История
Проект реализуется в рамках инвестиционного контракта между администрацией Волгограда и ООО «ИнвестСтрой». Строительство рассчитано на 8—10 лет, общая стоимость — не менее 1,5 млрд евро.
7 сентября 2005 года состоялась церемония закладки первого камня строительства.
Комплексная застройка предполагает существенное изменение социальной инфраструктуры Центрального района, вынесение из культурно-исторического центра города значительной части помещений делового назначения.
Общая площадь земельного участка — 12,5 гектара.
- Главный инвестор проекта — ОАО «Московский Индустриальный банк».
- Заказчик-застройщик — ООО «ИнвестСтрой».
- Генеральный подрядчик — ООО «ВолгоЕвроСтрой».
- Генеральный проектировщик — ООО«Универсалпроект».

23 октября 2010 года состоялось открытие первой очереди строительства Волгоград Сити — 107-метрового бизнес-центра. Жилые дома №№ 7 и 1 были сданы 11 марта и 18 октября 2012 года соответственно.
В настоящее время ведётся строительство жилых домов № 2 и № 3.

## Объекты

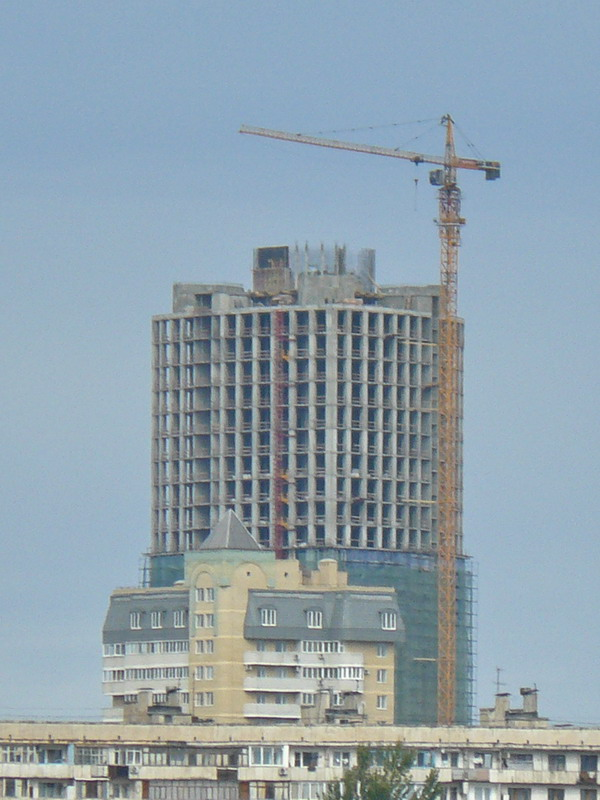
Строящийся бизнес-центр, 2008 год

Комплекс представляет собой систему зданий и строений с собственной инфраструктурой. В него войдут пять современных жилых домов высокого уровня комфортности в 23—25 этажа общей площадью 150 тыс. м², деловой центр из двух общественно-административных зданий, пятизвёздочная гостиница, торгово-развлекательные центры, автомолл, две многоуровневые автостоянки и объекты социальной инфраструктуры: детский сад, школа, оздоровительный центр и поликлиника.
Проект разбит на пять пусковых комплексов, рассчитанных на поэтапное введение в эксплуатацию в течение десяти лет. Общая площадь застройки — 350 тыс. м².
Первая очередь строительства включает 26-этажное административное здание «Бизнес-центр» класса «А» высотой 100 метров и общей площадью 55 тыс. м². В нём разместятся офисные помещения общей площадью 26 тыс. м², конференц-зал, фитнес-клуб, развлекательный центр, зимний сад, гостиница, торговые объекты и предприятия общественного питания. На крыше предполагается разместить взлётно-посадочную вертолётную площадку, а рядом со зданием будет построена многоуровневая стоянка. Завершение строительства Бизнес-центра планировалось на январь 2009 года.
В рамках инвестиционного договора, заключённого между мэрией города и ООО «ИнвестСтрой», администрации Волгограда будет безвозмездно передано 10 % от общей площади сданных объектов.
Проектом предусмотрено строительство электроподстанции «Вилейская», которая обеспечит электроэнергией не только комплекс, но и другие здания, расположенные в заполотновской части Центрального района.
Предполагается, что «Волгоград-Сити» станет крупнейшим из подобных комплексов на юге России.